# Fragmenta Curiensia
Die Fragmenta Curiensia (Siglum a2, Nr. 16 nach Beuron, auch Codex Curiensis) sind zwei Pergamentblätter einer Evangelienhandschrift aus dem 6. oder 7. Jahrhundert.
Sie enthalten den Text aus dem Evangelium nach Lukas 11, 11–29 und 13, 16–34 in der altlateinischen Übersetzung der Vetus Latina. Wahrscheinlich gehörten sie zu einer Handschrift. Der Text folgt der westlichen Rezension (Itala).
Die Handschriften wurden von Professor Hidmer aus Bern entdeckt. Sie befinden sich heute im Rätischen Museum (Bischöfliches Archiv) in Chur in der Schweiz, Signatur Clm 6436.

## Text
- Giovanni Andrea Irico: Sacrosanctus evangeliorum codex s. Eusebii Magni. Mailand 1748.
- Giuseppe Bianchini: Evangeliarium quadruplex. Rom 1749.
- Ernst Ranke: Ein kleiner Italafund. Theol. Stud. und Kritiken, Gotha 1872, S. 505–520.
- Pierre Batiffol: Note sur un evangeliare de Saint-Gall. Paris 1884.
- Adolf Jülicher (Hrsg.): Itala. Das Neue Testament in altlateinischer Überlieferung nach den Handschriften. Walter de Gruyter, Berlin/New York 1976.